# Nikola Radulović

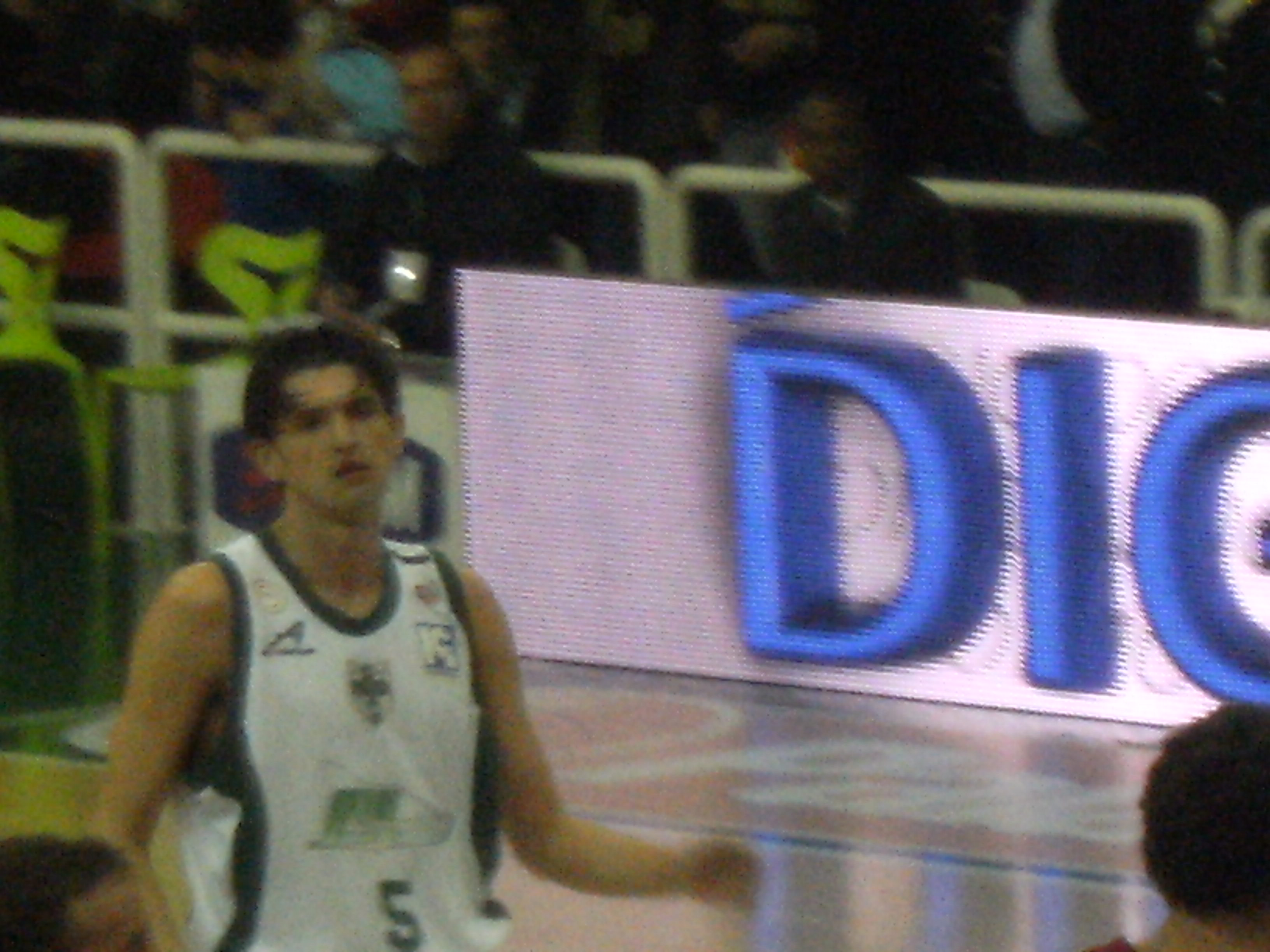

Nikola Radulović, född 26 april 1973 i Zagreb, Kroatien, SFR Jugoslavien, är en italiensk basketspelare av kroatisk börd som tog OS-silver 2004 i Aten. Detta var Italiens  första medalj på 24 år i herrbasket vid olympiska sommarspelen. 2003 tog han med landslaget brons vid basket-EM i Sverige. 2008 vann han italienska basketligan med sitt lag Air Avellino.